# San Agustín (Huila)
San Agustín é um município da Colômbia, localizado no departamento de Huila.

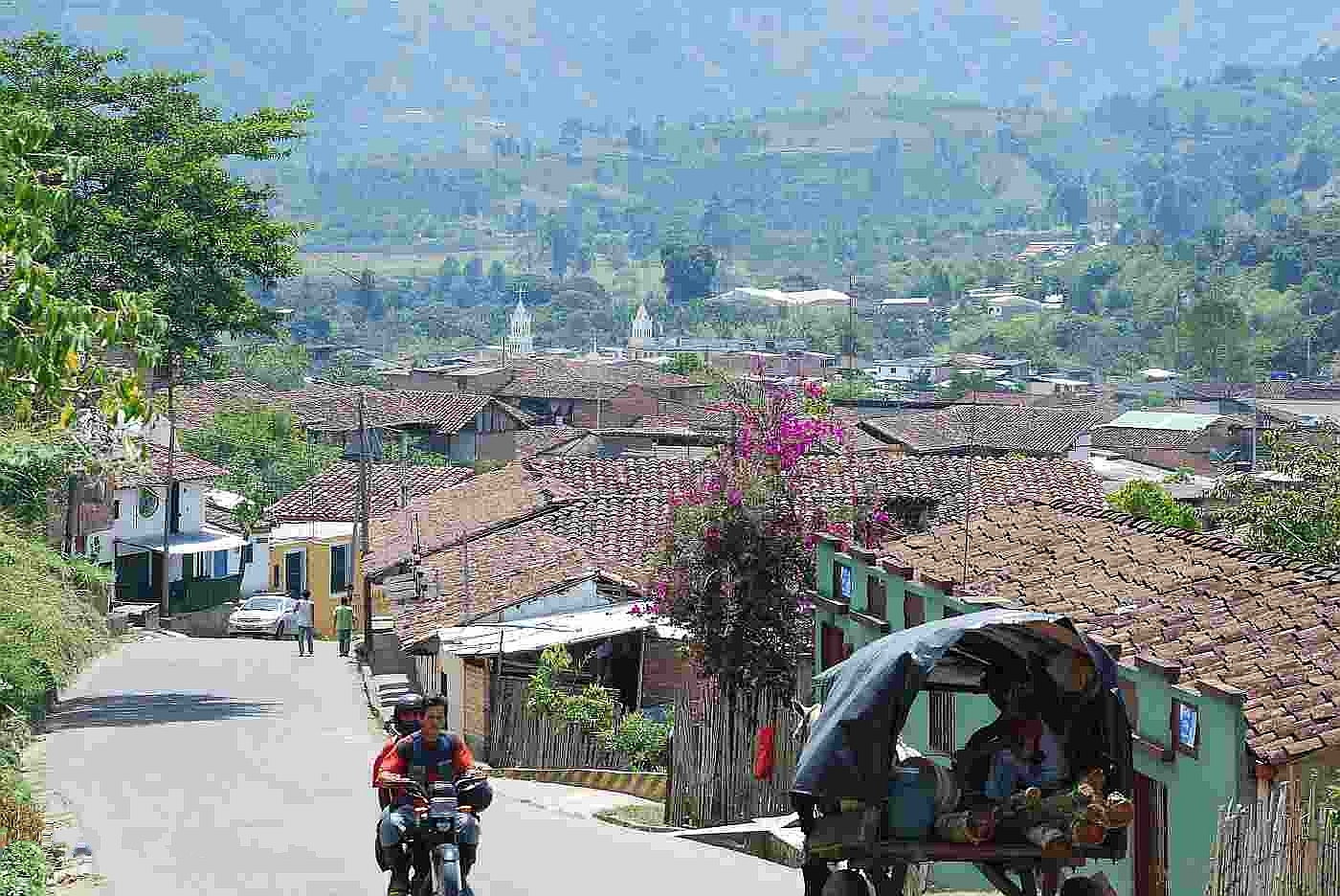
San Agustín Village

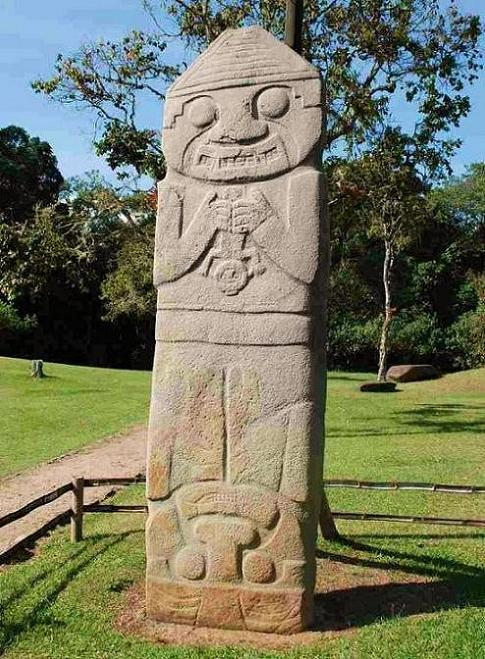
San Agustín Archaeological Park Statue, Photo by Sascha Grabow